# فصل کرگدن
فصل کرگدن (به انگلیسی: Rhino season) فیلمی به کارگردانی بهمن قبادی عرضه شده در سال ۲۰۱۲ و به بازیگری بهروز وثوقی، مونیکا بلوچی، آرش لباف، برن سات و جانر جیندروک بازیگر ترک است. این فیلم روایتگر یک داستان عاشقانه پس از تحولات سیاسی بعد از انقلاب ۵۷ ایران است. فصل کرگدن اولین فیلم بهمن قبادی است که در ترکیه ساخته می‌شود. تورج اصلانی برای این فیلم برنده بهترین فیلمبرداری از جشنواره فیلم سن‌سباستین شد. قبادی این فیلم را به صانع ژاله و فرزاد کمانگر تقدیم کرده‌است.

## داستان فیلم
ماجرا مربوط به بی‌خبری یک عاشق و معشوق در یک خانه اشرافی قبل از انقلاب است که نوکر زاده خانه (راننده) با حسادت و نفرت آنها را زیر نظر دارد پس از تحولات انقلاب نوکرزاده با پرونده سازی منجر به مصادره منزل و کشتن صاحبخانه و اسارت دختر و دوستش می‌شود. وی با ورود به سیستم نظامی انقلاب که اکثرا از جنس خود او هستند موجبات شکنجه عاشق و معشوق را فراهم می‌کند و در نهایت در زندان به دختر تجاوز می‌کند و پس از آزادی با او ازدواج کرده و یک دختر و یک پسر از او به دنیا می آید. حال سالها بعد به پوچی زندگی می‌کند دخترش در ترکیه فاحشه شده‌ و عاشق قدیم با بازی بهروز وثوقی که میانسال و دلشکسته اما همچنان استوار است بدون اینکه دختر همسرش را بشناسد با دختر ارتباط جنسی می‌گیرد. بهروز پس از آنکه جلاد خود را شناخت و متوجه شد عشقش و دخترانش که هستند موجبات مرگ خود و جلاد فاسق را فراهم می‌کند.